# The Eleanor Roosevelt Story
The Eleanor Roosevelt Story è un documentario del 1965 diretto da Richard Kaplan vincitore del premio Oscar al miglior documentario.